# Суперкубок Китаю з футболу 1996
Суперкубок Китаю з футболу 1996  — 2-й розіграш турніру. Матч відбувся 9 березня 1997 року між чемпіоном клубом Далянь Ваньда та володарем кубка Китаю клубом Бейцзін Гоань.
| Володар Суперкубка Китаю 1996 |
| ----------------------------- |
|                               |
| Далянь Шиде Перший титул      |

## Матч

### Деталі
| 9 березня 1997 |

| Далянь Ваньда                      | 3:2 | Бейцзін Гоань                |
| ---------------------------------- | --- | ---------------------------- |
| Ван Тао 40', 45' (пен.) Лі Мін 64' |     | Ян Чень 2' Сє Фен 60' (пен.) |

| Місцевий стадіон, Шеньчжень |